# Simulium exiguum
Simulium exiguum är en tvåvingeart som beskrevs av Émile Roubaud 1906. 
Simulium exiguum ingår i släktet Simulium och familjen knott. Inga underarter finns listade i Catalogue of Life.